# Імперський собор
Кайзерівський, або Імперський собор (нім. Kaiserdom) — традиційна назва для романського собору, побудованого під прямим заступництвом імператора Священної Римської імперії. Поруч із собором часто будувався імператорський пфальц (палац). Такий собор автоматично ставав кафедрою єпископа. Всього імперських соборів є сім.
Головною відмінною рисою імперських соборів є наявність двох хорів на початку і кінці нави. Другі, додаткові хори призначалися для імператора і його родини. Таким чином імперська влада ставилася на один рівень з владою Бога, а положення хорів уособлювало також і певне розділення влади між Богом і кайзером.

## Рейнські собори

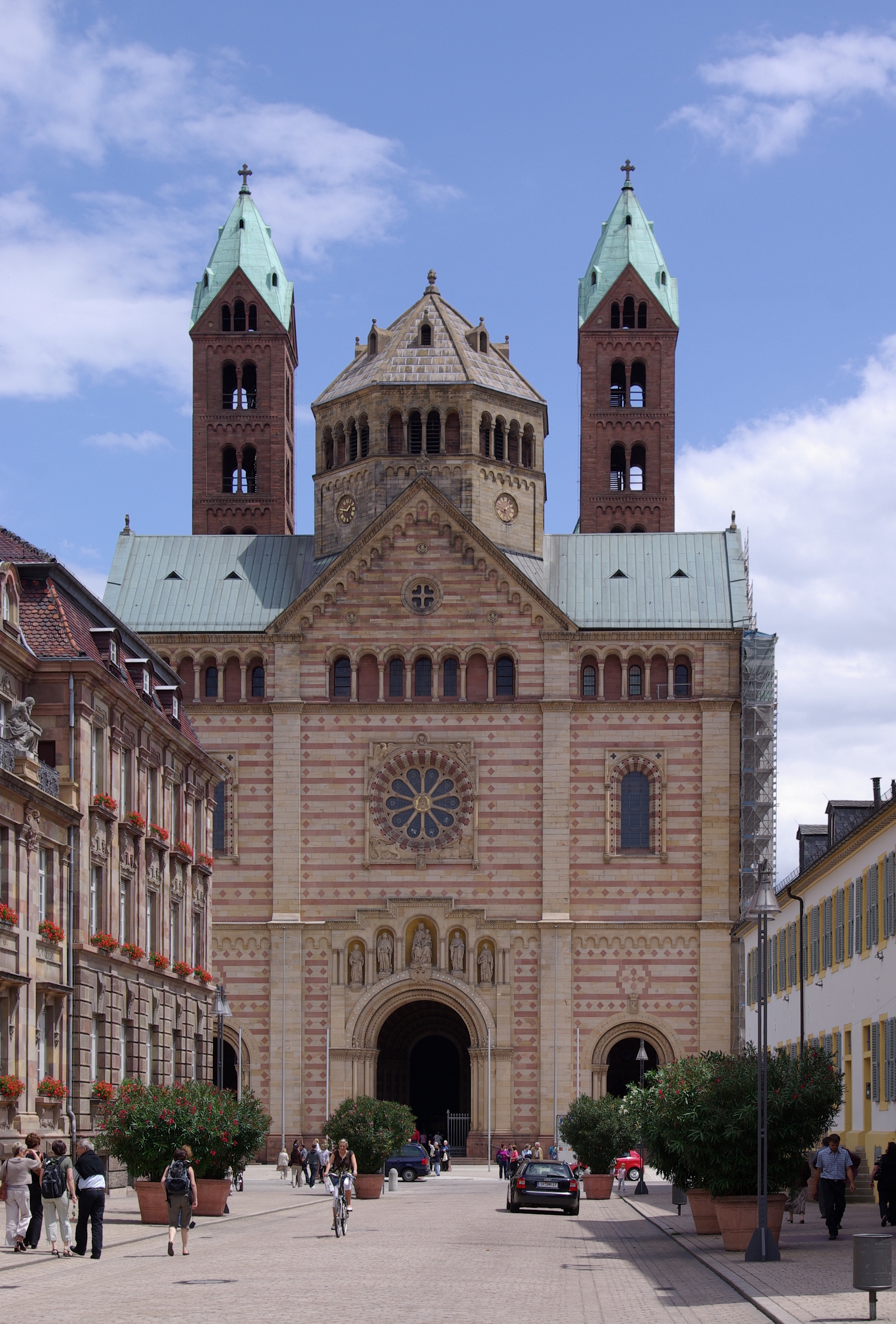
Шпаєрський собор, 2005 рік

Першим імператорський собором став Шпаєрський собор (нім. Kaiser- und Mariendom zu Speyer), будівництво якого почалося в 1030 році імператором Конрадом II. Собор мав стати родовою усипальнею представників Салічної династії. Згодом собор перебудовували під Генріха IV, а в 1082–1104 роках збільшили склепіння.
При Генріху IV статус імперського собору отримали три храми: Шпаєрський, Майнцький та Вормський. Майнцький собор побудували під безпосереднім контролем Генріха, Вормський ж долучився до імперських соборів за монументальність і урочистість. Всі три будівлі були розташовані в містах на Рейні, через що їх називають Рейнськими імперськими соборами.

## Інші собори
На досягнутому будівництво імперських соборів не зупинилося. Так і званий Імперський собор будувався під заступництвом імператора Лотара II в місті Кенігслуттер-ам-Ельм. При Генріху II Святому звели Бамберзький собор, де після своєї смерті імператор був канонізований. Імперськими також вважаються Ахенський і Франкфуртський собори, оскільки в них проводилися коронації імператорів і кайзерів.
Собори, що будувалися під патронажем імператорів з XII століття, не мають того ж сакрального статусу, як їх попередники. Скажімо, празький собор Святого Віта будувався за безпосереднього заступництва імператора Карла IV і був покликаний стати головним храмом імперії, проте кайзерівським цей собор ніколи не називають.

## Список соборів
| Зображення | Назва                                                     | Призначення |
| ---------- | --------------------------------------------------------- | --- |
|            | Королівська церква Св.Марії в Аахені                      | Храм виник навколо Палатинської каплиці при палаці Карла Великого, який там похований. З 936 до 1531 року в Аахенському соборі проходили церемонії коронації німецьких королів. |
|            | Імператорська соборна базиліка Успіння та Святого Стефана | Споруда імператорів Салічної династії і місце їхнього спочинку. |
|            | Майнцький собор святих Мартіна і Стефана                  | Закладений імператором Генріхом IV. У більш ранній церкві на цьому місці відбулася коронація Генріха II (1002) та Конрада II (1024). |
|            | Вормський собор святого Петра                             | Місце, де імператор Генріх V уклав Вормський конкордат з попою Калікстом II |
|            | Бамберзький собор святих Петра і Георгія                  | Закладений Генріхом II Святим і Кунігундою Люксембурзькою. Місце поховання цього вінценосного подружжя. У соборі розташований головний міський символ — Бамберзький вершник ХІІІ століття. У цьому храмі розташована єдина в Німеччині могила Папи Римського — Климента ІІ, а також гробниця імператора Генріха ІІ.[відсутнє в джерелі] |
|            | Франкфуртський собор святого Варфоломея                   | Попередник нинішнього храму був закладений Людовіком Благочестивим. Згідно Золотої булли, в соборі з 1376 року проводилися вибори королів Німеччини. З 1531 року тут проходила церемонія коронації королів Німеччини, а з 1562 року — і римсько-німецьких імператорів.                                                                  |
|            | Кенігслуттерський собор святих Петра і Павла              | Закладено імператором Лотарем III. Місце поховання цього монарха. |